# Distretto di Hua Taphan
Il distretto di Hua Taphan (in thailandese: หัวตะพาน) è un distretto (amphoe) della Thailandia, situato nella provincia di Amnat Charoen.